# Jesse L. Martin

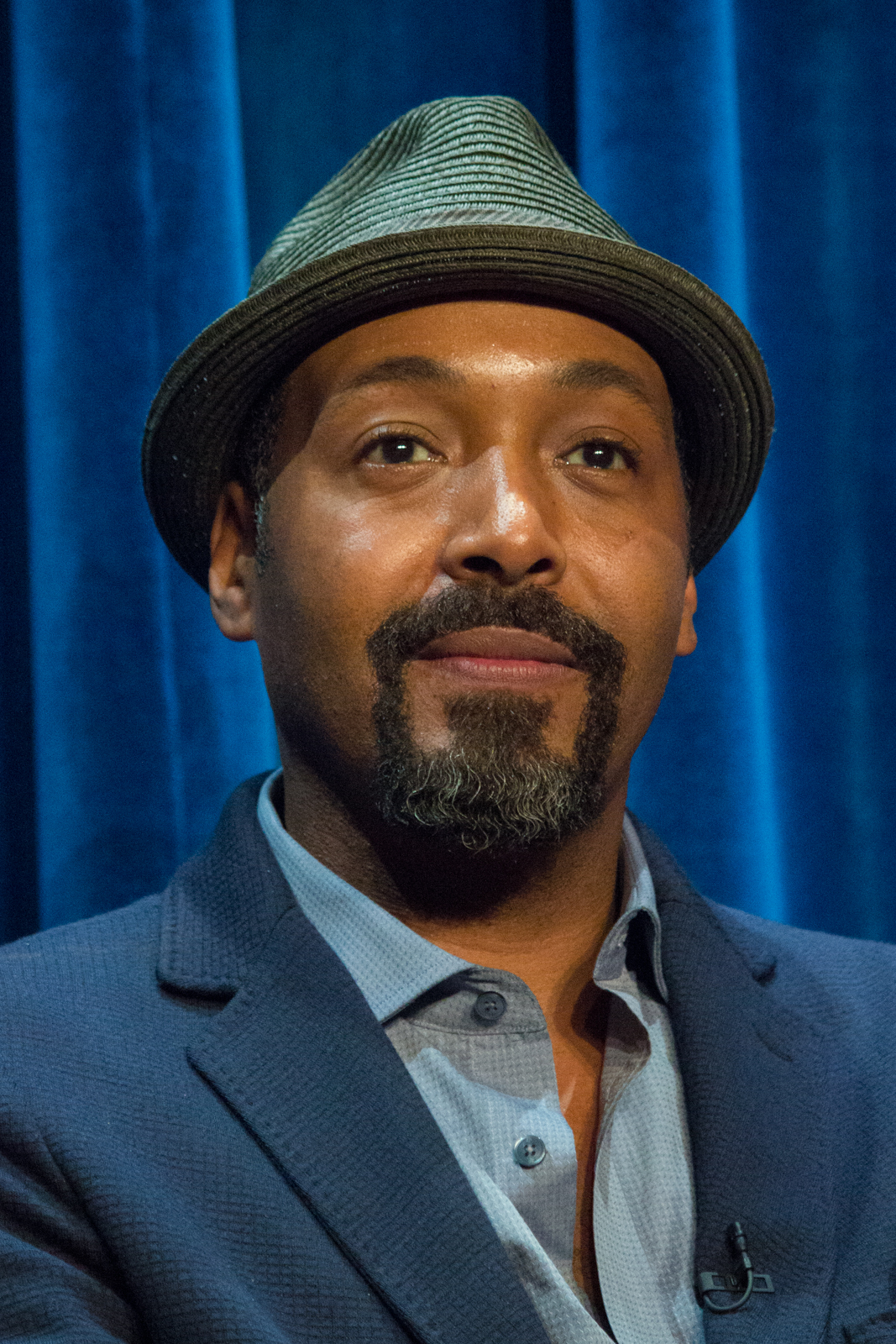
Jesse L. Martin (2014)

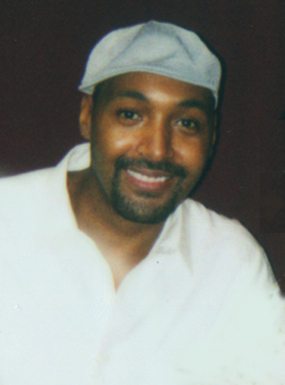
Jesse L. Martin bei der Broadway Cares/Equity Fights AIDS-Veranstaltung, 2006

Jesse Lamont Martin (geb. Jesse Lamont Watkins; * 18. Januar 1969 in Rocky Mount, Virginia, USA) ist ein amerikanischer Film-, Fernseh- und Theaterschauspieler. Seine bekannteste Rolle ist die des „Detective Ed Green“ in der Krimiserie Law & Order.

## Leben
Er wurde in Rocky Mount in den Blue Ridge Mountains als jüngster von fünf Söhnen von Lastwagenfahrer Jesse Reed Watkins und college counselor Virginia Price geboren. Seine Eltern trennten sich, als er noch ein Kind war, und er nahm den Familiennamen eines Stiefvaters an. Noch während seiner Grundschulzeit zog diese neue Familie nach Buffalo im US-Bundesstaat New York. Aufgrund seines deutlichen Südstaatenakzentes neigte Jesse L. Martin in der Schule zur Schweigsamkeit und Schüchternheit. Ein Lehrer überredete ihn jedoch, an einer Schultheateraufführung des Märchens „Die goldene Gans“ mitzuwirken. Er stellte dort einen Pfarrer dar und spielte ihn mit seinem Akzent als Baptistenpriester der Southern Baptist Convention.
Als High School besuchte er danach die Buffalo Academy for Visual and Performing Arts, in der er zum talentiertesten Schauspieler der Abschlussklasse gewählt wurde. Nach der High School studierte er an der Tisch School of the Arts der Universität von New York Theaterwissenschaften.
Nach dem Abschluss ging er mit der Theatergruppe von John Houseman auf Tournee. Er spielte hierbei etwa am Actors Theater of Louisville und am Cleveland Play House. Nach der Rückkehr nach New York trat er auf kleineren Bühnen sowie in Seifenopern und Werbespots auf. Nach einiger Zeit erhielt er Rollen am Broadway in teilweise preisgekrönten Stücken, ab 1998 auch Rollen in einem Independent-Film und in einer kurz ausgestrahlten Serie. Während einer Broadway-Aufführung entdeckte ihn David E. Kelley, der einen Schauspieler für die Rolle eines neuen Liebhabers für die Hauptfigur der Serie Ally McBeal suchte. Er spielte dort die Rolle des Dr. Greg Butters. Daneben stellte er 1999 in der Serie Akte X einen Außerirdischen dar.
Noch während er bei Ally McBeal mitspielte, hörte er, dass der Schauspieler Benjamin Bratt plante, die Serie Law & Order zu verlassen. Jesse L. Martin bat daraufhin den Produzenten der Serie Dick Wolf, die Rolle des Detective Ed Green übernehmen zu dürfen, und erhielt die Rolle. Die Rolle dieses Polizeibeamten spielte er von 1999 bis 2008.
Ab 2014 verkörperte er in der Serie The Flash die Rolle des Detective Joe West.

## Filmografie (Auswahl)
- 1998: Ally McBeal (Fernsehserie, 12 Folgen)
- 1999: Akte X – Die unheimlichen Fälle des FBI (The X-Files, Fernsehserie, Folge 6x19)
- 1999–2008: Law & Order (Fernsehserie, 198 Folgen)
- 2004: Eine Weihnachtsgeschichte nach Charles Dickens – Musical (A Christmas Carol)
- 2005: Law & Order: Trial by Jury (Fernsehserie, Folge 1x08)
- 2005: Rent
- 2012: Joyful Noise
- 2007: The Cake Eaters
- 2013: Smash (Fernsehserie, 9 Folgen)
- 2014–2023: The Flash (Fernsehserie)
- 2017: Supergirl (Fernsehserie, Folge 3x08)
- seit 2023: The Irrational (Fernsehserie)